# Буди (Пйотрковський повіт)
Буди (пол. Budy) — село в Польщі, у гміні Розпша Пйотрковського повіту Лодзинського воєводства.
Населення — 138 осіб (2011).
У 1975—1998 роках село належало до Пйотрковського воєводства.

## Демографія
Демографічна структура станом на 31 березня 2011 року:
|          | Загалом | Допрацездатний вік | Працездатний вік | Постпрацездатний вік |
| -------- | ------- | ------------------ | ---------------- | -------------------- |
| Чоловіки | 65      | 14                 | 47               | 4                    |
| Жінки    | 73      | 20                 | 39               | 14                   |
| Разом    | 138     | 34                 | 86               | 18                   |